# Теребовлянська бучина № 1
Теребовля́нська бучи́на № 1 — ботанічна пам'ятка природи місцевого значення в Україні. Розташована на території Тернопільського району Тернопільської області, між селами Струсів та Кровинка, в межах лісового урочища «Дача Теребовлянська». 
Площа — 49 га. Статус отриманий 1990 року. Перебуває у віданні ДП «Тернопільське лісове господарство» (Теребовлянське лісництво, кв. 53, вид. 2; кв. 63, вид. 2). 
Статус присвоєно для збереження частини лісового масиву з цінними насадженням бука.